# Adamu Mohammed
Murtala Mohammed (sinh ngày 24 tháng 7 năm 1983, ở Accra) is a Ghanaian hậu vệ hiện tại thi đấu cho Hapoel Be'er Sheva.

## Sự nghiệp
Là một hậu vệ có chiều cao tốt, anh ký hợp đồng với Asante Kotoko từ Real Sportive năm 2006. Vào tháng 7 năm 2008, anh chuyển đến Gençlerbirliği S.K. với mức chuyển nhượng 4,5 triệu €uro. Năm 2008, anh đến Hacettepespor và cuối năm 2008 anh được cho mượn đến KS Vllaznia Shkodër ở Albania. Vào tháng 1 năm 2009, anh rời Macedonia, để ký hợp đồng với Tema Youth theo dạng cho mượn từ Hacettepespor vào tháng 9 năm 2009 được bán cho Eleven Wise. Năm 2010, anh thi đấu cho Hapoel Be'er Sheva.